# Szeroki Wierch
Szeroki Wierch (1315 m) – masyw górski w paśmie połonin w Bieszczadach Zachodnich.
Szeroki Wierch stanowi zachodni skraj grupy Tarnicy, od jej najwyższego szczytu jest oddzielony niewielką przełęczą (1286 m). Jest to wydłużony, pokryty połoniną grzbiet mający cztery kulminacje: ok. 1238(mapy podają 1243), 1268,3, 1293,6 i 1315,4 m. Najwyższa posiada osobną nazwę: Tarniczka. 
Pasmo Szerokiego Wierchu ograniczają doliny: Terebowca od północy oraz Wołosatki od południa i zachodu. Od masywu Krzemienia oddziela je przełęcz (1160 m) zwana Przełęczą Goprowską (dawniej w miesiącach letnich ratownicy GOPR mieli tam swój namiot dyżurny). Z odkrytego grzbietu Szerokiego Wierchu rozciągają się widoki na okoliczne szczyty, m.in. Połoninę Caryńską, masyw Rawek, Bukowe Berdo, Krzemień, Tarnicę. Wzdłuż pasma biegnie czerwony szlak pieszy (fragment Głównego Szlaku Beskidzkiego).
Z rzadkich w Polsce gatunków roślin stwierdzono występowanie na południowym stoku Szerokiego Wierchu zarazy macierzankowej.

## Szlaki turystyczne
czerwony szlak pieszy z Ustrzyk Górnych na Przełęcz pod Tarnicą – jedna z możliwości wejścia na Tarnicę (3 h)

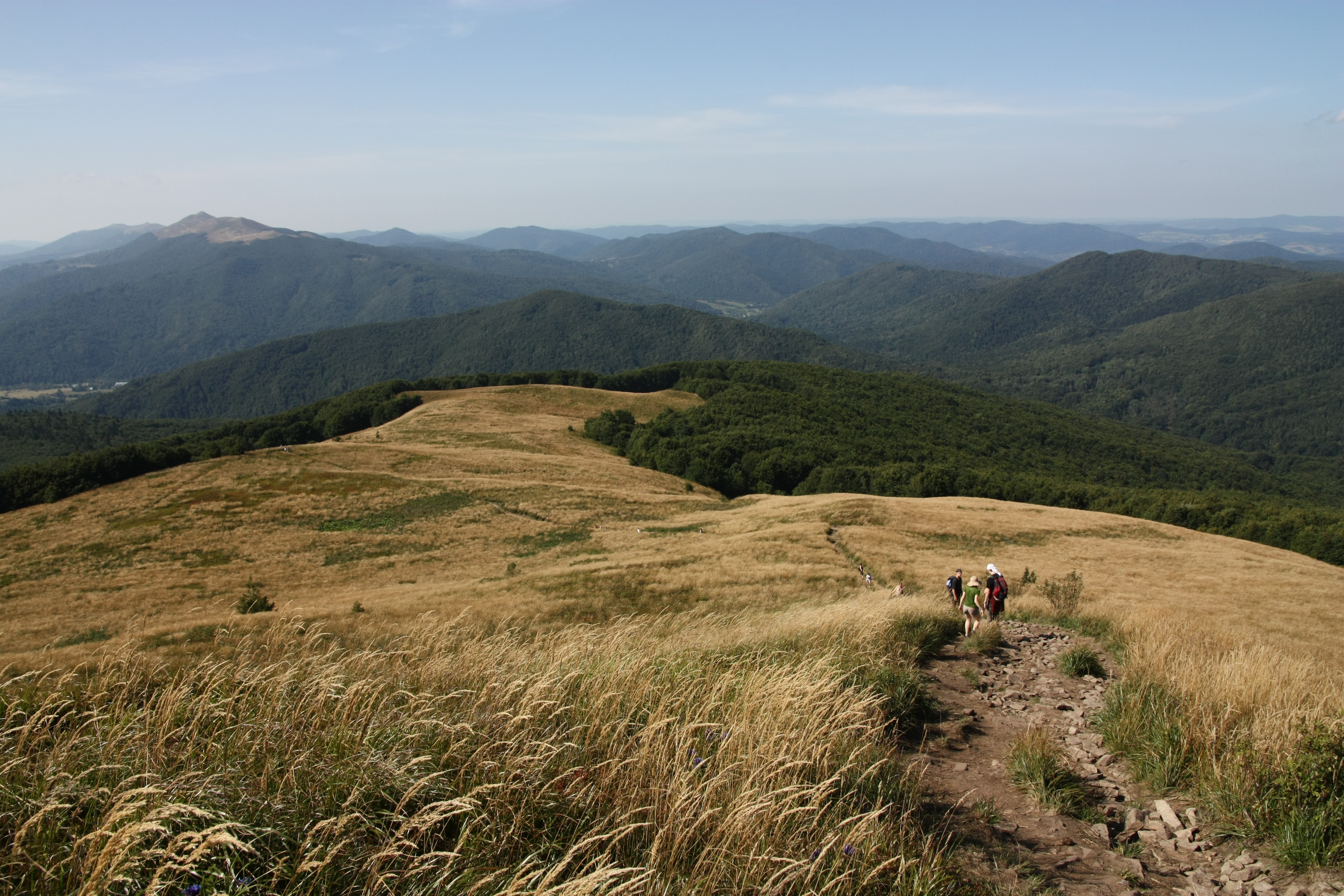
Widok z wierzchołka zachodniego (1243 m) na północny zachód